# Bodzęta (biskup krakowski)
Bodzęta (Bodzanta) herbu Poraj (ur. ok. 1290, we Wrześni zm. 12 grudnia 1366 w Kielcach) – biskup krakowski, który z powodu sporu z królem Kazimierzem Wielkim związany z kradzieżą znacznej ilości datków z dóbr biskupich nie odgrywał wielkiej roli politycznej.

## Życiorys
Pochodził z wielkopolskiej linii możnego rodu Porajów-Różyców, spokrewnionego z Leszczycami.  Według rodowej legendy Porajowie mieli być potomkami libickich  Sławnikowiców. Bodzęta był częstym imieniem w rodzie Porajów. Przyszły biskup był prawdopodobnie synem komesa Bogufała z Wrześni, będącej jedną z siedzib rodowych Porajów.   
Karierę duchowną Bodzęty wspierał jego krewny, biskup włocławski Gerward. Dzięki niemu Bodzęta przed rokiem 1317 został archidiakonem kruszwickim, potem  uzyskał prebendy w kapitułach gnieźnieńskiej, poznańskiej, włocławskiej i krakowskiej, a w 1320 r. otrzymał dziekanię krakowską. W latach 1329–1331 przebywał jako wysłannik biskupa krakowskiego Jana Grota w kurii papieskiej w Awinionie. 
W 1347 r. ponownie udał się do Awinionu  wraz z krakowskim biskupem elektem, Piotrem z Falkowa. O zaradności Bodzęty świadczy sposób, w jaki został biskupem. W czasie pobytu w Awinionie,  6 czerwca 1348 r. zmarł biskup Piotr. Bodzęta w ciągu tygodnia (13 czerwca) wystarał się o  nominację u papieża Klemensa VI na następcę zmarłego biskupa. Pomógł sobie, dokonując manipulacji.  Wykorzystał fakt, że w Awinionie przebywali dwaj kanonicy krakowscy (na dodatek współrodowcy Bodzęty: Mikołaj z Młynów i Werner z Chmielnika), którzy, zastępując całą kapitułę, dokonali wyboru Bodzęty.   
Po powrocie do kraju udało mu się dość szybko ułagodzić niezadowolenie pozostałych członków kapituły krakowskiej. Trudniej poszło nowemu biskupowi z królem Kazimierzem Wielkim. Niechęć władcy wobec Bodzęty wynikała z tego, że miał on swojego kandydata na biskupi stolec, kanclerza wielkopolskiego Ottona herbu Lis. Stosunki pomiędzy biskupem a królem nie układały się pomyślnie. Nie dość, że Bodzęta został biskupem wbrew woli władcy to jeszcze uważał, że król narusza immunitet ekonomiczny biskupstwa krakowskiego i nie omieszkał mu tego już w 1349 r. wypowiedzieć. Ważnym narzędziem króla w stosunkach z duchowieństwem było swobodne dysponowanie dziesięciną, czyli przeznaczanie jej dla wybranego przez płacącego, a nie przez biskupa, kościoła. Bodzęta stwierdził, że dziesięcina swobodna przynosząc uszczerbek Kościołowi pociąga za sobą grzech śmiertelny. Miara cierpliwości króla się przebrała, gdy do sporów majątkowych biskup dołączył zarzuty o niemoralne prowadzenie się Kazimierza i wstawił się za królową Adelajdą. Kazimierz Wielki postąpił z wysłannikiem biskupa, wikariuszem katedry krakowskiej Marcinem Baryczką, tak jak kilkadziesiąt lat później, Wacław IV Luksemburski z Janem Nepomucenem w podobnej sprawie. Kazał go w grudniu 1349 r. utopić. Baryczka nie zdobył jednak pośmiertnej sławy Czecha. Sytuacja zaogniła się do tego stopnia, że biskup Bodzęta rzucił na króla klątwę. 
Na szczęście, mimo dość popędliwego charakteru, Kazimierz nie pokusił się o powiększenie grona męczenników wśród biskupów krakowskich. Przy pomocy zaufanego i ściśle z nim współpracującego arcybiskupa gnieźnieńskiego Jarosława uzyskał w Awinionie zdjęcie ekskomuniki. W ramach pokuty ufundował kilka kościołów ekspiacyjnych (pokutnych), między innymi w Krakowie (kościół św. Katarzyny), w Sandomierzu i Wiślicy. Mediacje arcybiskupa Jarosława doprowadziły  również do załagodzenia sporu.  W 1352 r. król Kazimierz cofnął zakaz oddawania dziesięciny na rzecz duchowieństwa diecezji krakowskiej. Później za opłatą 500 grzywien krakowskich srebra zrezygnował z powinności wojskowych, ciążących na ludności dzierżonych przez biskupów krakowskich kasztelanii kieleckiej i tarskiej. Porozumiano się również co do ciężarów nałożonych przez króla na biskupie wsie nad Dunajcem, Uszną i Wisłoką. 

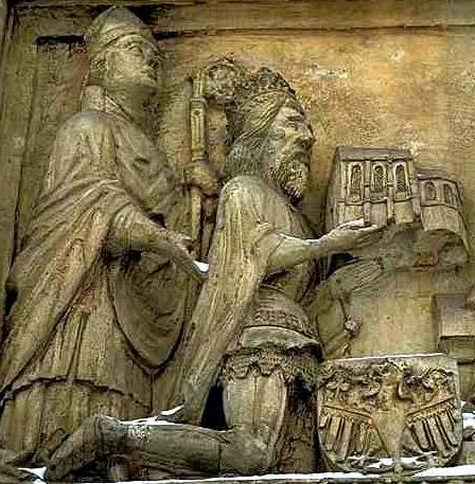
Biskup Bodzanta i Kazimierz Wielki. Kolegiata w Wiślicy

W przyszłości nie doszło już między obu oponentami do tak gwałtownych czynów, nie zabrakło jednak drobniejszych sporów. Biskup Bodzęta niechętnie patrzył na wszelkie uszczuplenie swoich dochodów. Królowi, prowadzącemu intensywną akcję kolonizacyjną, nie udało  się przekonać Bodzęty do czasowej rezygnacji z dziesięcin dla świeżo lokowanych osad w jego diecezji, mimo że inni biskupi, w tym arcybiskup Jarosław, wyrazili na to zgodę.  Nic dziwnego zatem, że król próbował około 1360 roku pozbawić faktycznej władzy niewygodnego biskupa, poprzez przydanie mu pod pretekstem choroby oczu i podeszłego wieku, koadiutora (pomocnika) w osobie zaufanego współpracownika Janusza Suchegowilka, późniejszego arcybiskupa gnieźnieńskiego. I tym razem, jedyny w historii Polski król z przydomkiem Wielki, nie pokonał opornego hierarchy. Dobrą ilustracją dla stosunków króla z biskupem jest płaskorzeźba znad wejścia do kolegiaty w Wiślicy. Klęczący król Kazimierz ofiarowuje Matce Boskiej model kościoła. Stojący za władcą biskup Bodzęta popycha go ręką w kierunku Matki Boskiej. 
Jako zarządca diecezji okazał się Bodzęta sprawnym organizatorem oraz dbałym i światłym gospodarzem.  Rozwijał sieć parafialną, tworząc przeszło dwadzieścia nowych parafii i budując w nich kościoły. Budowę nowej krakowskiej katedry, zapoczątkowaną przez biskupa Nankera, posunął tak daleko, że w 1364 r. można było dokonać jej konsekracji.  Dbając o rozwój gospodarczy diecezji zasiedlał pustki, lokował miasta i wsie.  Z jego imieniem związane są nazwy miejscowości Bodzentyn i Borzęcin. Pierwszą lokował w 1355 r. na surowym kamieniu, nadając jej prawo średzkie. Zbudował tu również drewniany dwór i kościół. Wieś Borzęcin (pierwotnie Bodzencin) założył w 1364. Nadał miejskie prawo magdeburskie biskupiej miejscowości Kielce. O dochody należne biskupstwu walczył nie tylko z królem Kazimierzem, ale także z księciem cieszyńskim o tym samym imieniu. 
Bodzęta nie był wolny od nepotyzmu. Popierał krewniaków na duchowne prebendy, a i część dochodów biskupich poszła na umocnienie potęgi rodu. W ulubionym przez siebie Jankowie  zamierzał pod koniec życia zbudować rodowy zamek. Plany te pokrzyżowała jednak śmierć a przeznaczone na inwestycje kwoty zagarnął bratanek Bodzęty, Zawisza z Wrześni.
Biskup Bodzęta zmarł w Kielcach, a pochowany został w katedrze krakowskiej, w ufundowanej przez siebie kaplicy Poczęcia N. P. Marii, obok późniejszej kaplicy Zygmuntowskiej.